# Après la gauche
Pour plus de détails, voir Fiche technique et Distribution.
Après la gauche est un documentaire écrit par Jérémy Forni, Geoffroy Fauquier et Gaël Bizien et réalisé par Jérémy Forni en 2010.

## Fiche technique
- Réalisation : Jeremy Forni
- Scénario : Gaël Bizien, Geoffroy Fauquier et Jeremy Forni
- Photo : Romain Carcanade
- Cadre : Romain Winkler
- Montage : Nicolas Rumpl
- Société de distribution : Planète - LCP - Chevaldeuxtrois
- Pays :  France
- Langue : français
- Durée : 90 minutes
- Date de sortie : 
  - France : 1er juin 2011

## Protagonistes
- Christophe Aguiton
- Robert Castel
- Christian Corouge
- Susan George
- Éric Hazan
- François Houtart
- Albert Jacquard
- Lionel Jospin
- Armand Mattelart
- Antonio Negri
- Edwy Plenel
- Bernard Stiegler
- Jean Ziegler